# Großer Wartberg

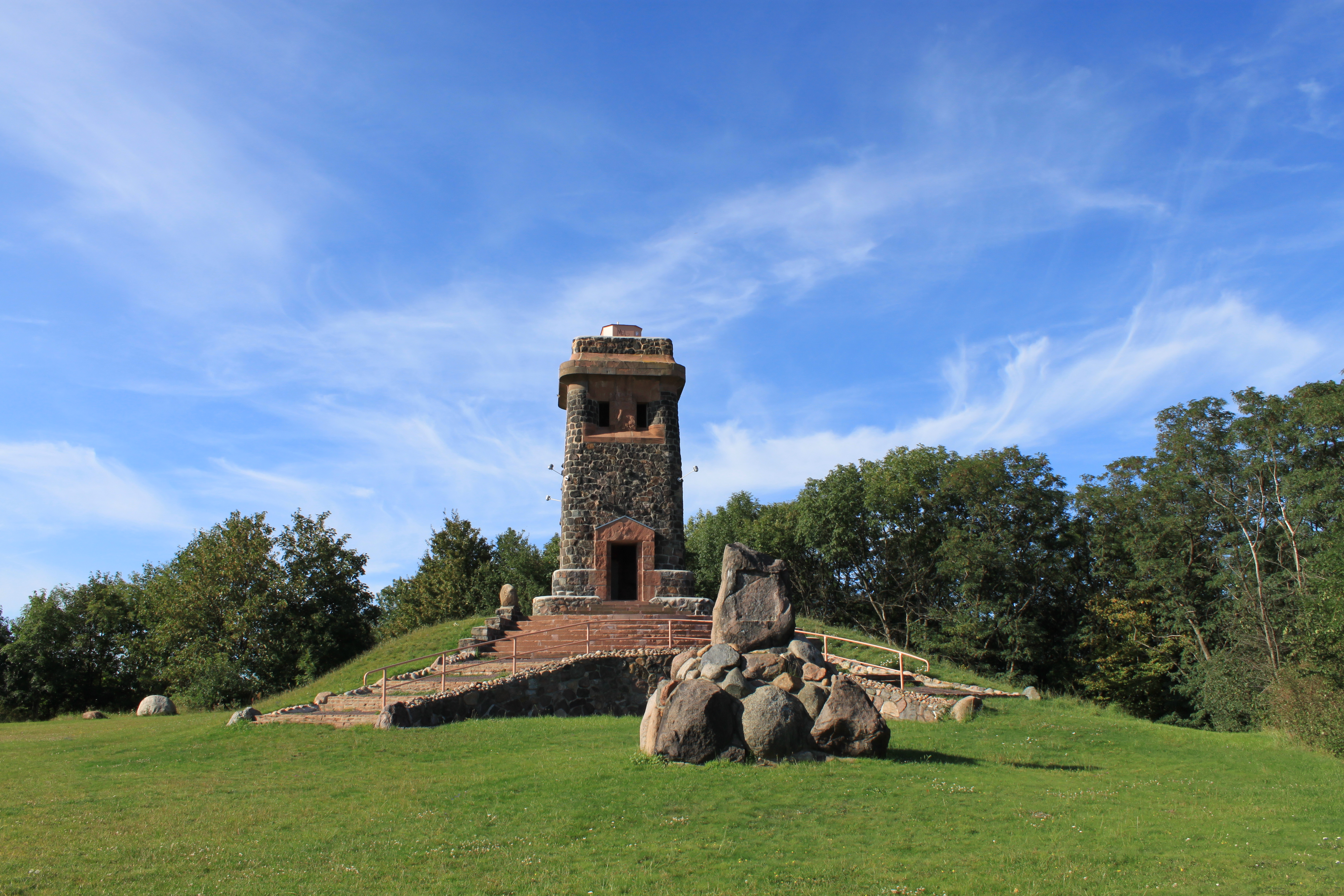
Großer Wartberg August 2011

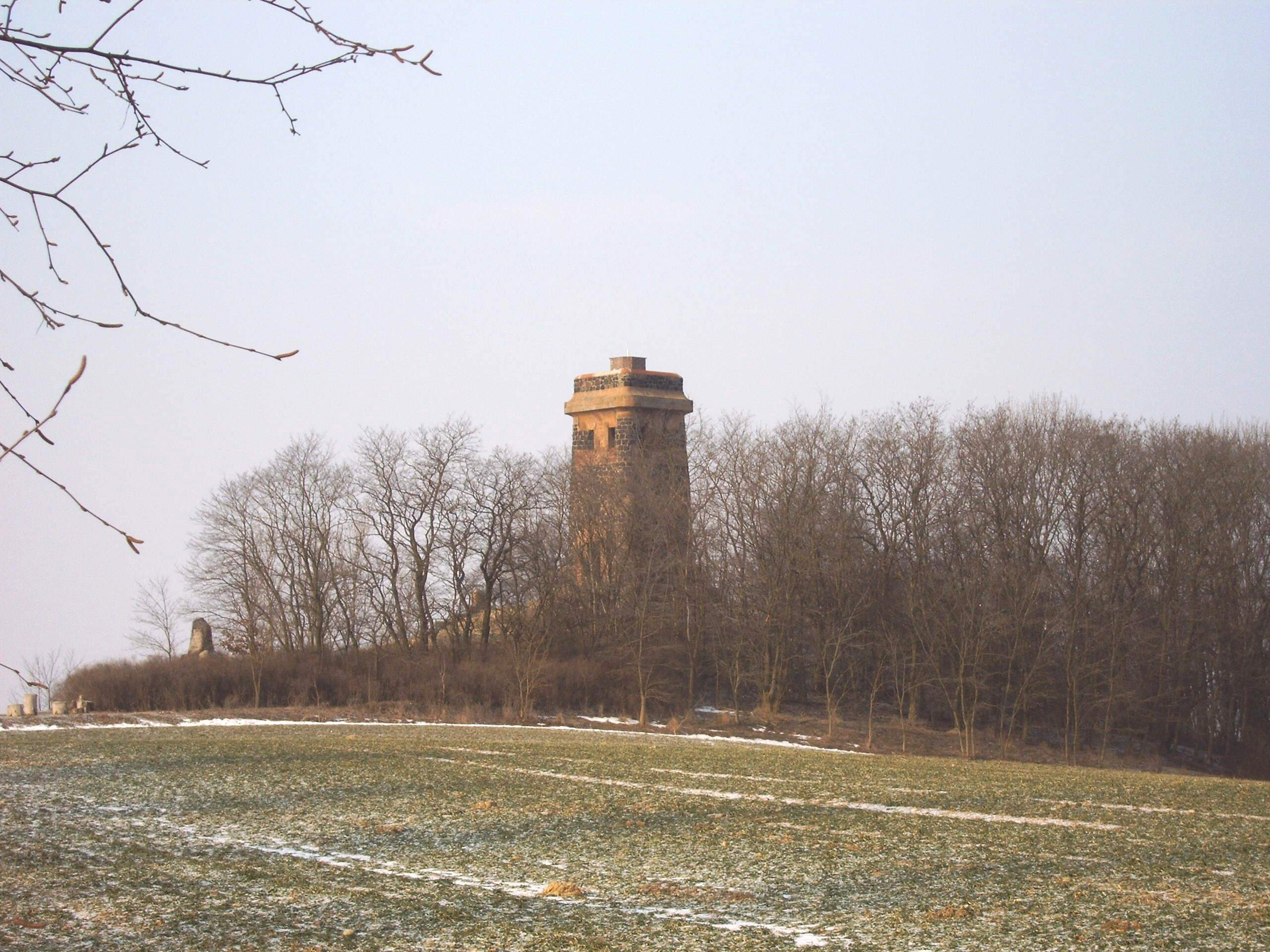
Bismarckturm auf dem Großen Wartberg

Der Große Wartberg ist mit 145,7 m die höchste Erhebung in der Magdeburger Börde.
Er liegt westlich von Magdeburg auf halbem Weg zwischen Irxleben und Niederndodeleben und gehört zum Niederndodelebener Ortsteil Schnarsleben. Die Erhebung zählt zu einer Reihe von Hügeln, die sich in Nord-Süd-Richtung an einer Geländestufe aneinanderreihen, die von der Börde nach Osten zur Elbe hin abfällt. Zu dieser Kette zählt auch der Dehmberg und der Felsenberg. An der Westseite verläuft der Sieggraben.
1910 wurde auf dem Gipfel der Bismarckturm errichtet. In der Zeit der DDR wurde auf dem Wartberg eine Funkstation der Sowjetischen Armee angelegt. Es wurden Gebäude für Soldaten und Fahrzeuge errichtet. An der Südseite des Berges entstand eine Müllkippe. 1993 gründete sich der Verein Naturfreunde Wartberg, der die Spuren der zwischenzeitlich aufgegebenen militärischen Nutzung weitgehend entfernte und die Müllkippe sanierte.
In Sachsen-Anhalts Landeshauptstadt Magdeburg ist die Wartbergstraße im Stadtteil Stadtfeld West nach ihm benannt.
Koordinaten: 52° 9′ N, 11° 29′ O